# Кампањ лез Еден
Кампањ лез Еден (фр. Campagne-lès-Hesdin) насеље је и општина у североисточној Француској у региону Север-Па д Кале, у департману Па де Кале која припада префектури Montreuil.
По подацима из 2011. године у општини је живело 1748 становника, а густина насељености је износила 111,76 становника/km². Општина се простире на површини од 15,64 km². Налази се на средњој надморској висини од 90 метара (максималној 94 m, а минималној 29 m).

## Демографија
| 1962. | 1968. | 1975. | 1982. | 1990. | 1999. | 2011. |
| ----- | ----- | ----- | ----- | ----- | ----- | ----- |
| 1.152 | 1.334 | 1.458 | 1.474 | 1.604 | 1.696 | 1.748 |

График промене броја становника у току последњих година